# Piz Costainas
Piz Costainas är en bergstopp i Schweiz.   Den ligger i kantonen Graubünden, i den östra delen av landet, 230 km öster om huvudstaden Bern. Toppen på Piz Costainas är 3 004 meter över havet, eller 198 meter över den omgivande terrängen. Bredden vid basen är 0,76 km.
Terrängen runt Piz Costainas är huvudsakligen mycket bergig. Runt Piz Costainas är det ganska glesbefolkat, med 25 invånare per kvadratkilometer.. Närmaste större samhälle är Müstair, 7,5 km norr om Piz Costainas. 
I omgivningarna runt Piz Costainas växer i huvudsak barrskog.